# 갈리시아포르투갈어

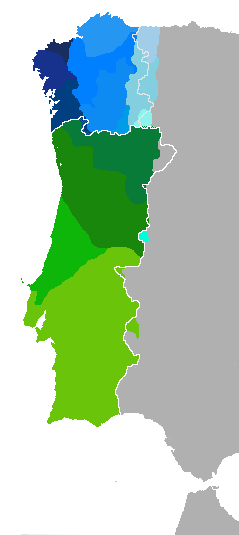
갈리시아포르투갈어의 분포
갈리시아어의 방언
포르투갈어의 방언

갈리시아포르투갈어(포르투갈어: galego-português/galaico-português, 스페인어: galego-portugués/galaico-portugués)는 이베리아로망스어의 한 언어 집단으로 중세 시대부터 이베리아반도 서부에서 쓰였다.

## 분류
- 갈리시아어
- 팔라어
- 포르투갈어

## 같이 보기
- 팔라어 (갈리시아포르투갈어)
- 갈리시아어
- 포르투갈어
- 재통합주의